# Herbert Jodlbauer
Herbert Jodlbauer (* 17. April 1965) ist ein österreichischer Wissenschaftler auf dem Gebiet der Produktionswirtschaft und Logistik. Er ist Professor an der FH Oberösterreich (Upper Austrian University of Applied Sciences, School of Management) und leitet die beiden Studiengänge Produktion und Management (PMT) sowie Operations Management (OMT) in Steyr.

## Leben
Jodlbauer studierte Technische Mathematik an der Universität Linz und promovierte an der Universität Wien.
Er hat in Fachzeitschriften publiziert, darunter European Journal of Operational Research, International Journal of Production Research und International Journal of Production Economics. Zusätzlich ist Jodlbauer Autor von Fachbüchern und Reviewer in wissenschaftlichen Fachzeitschriften. 1995 war er Mitbegründer der Fachhochschule Oberösterreich, insbesondere gründete und baute er den ersten Fachhochschulstudiengang Produktion und Management in Steyr auf. 2010 gründete er die weltweite Initiative Value Chain Management Wertkette und die biennale Value Chain Management Conference.